# Bivouac Peak
Bivouac Peak – góra o wysokości 3299 m n.p.m. na terenie hrabstwa Teton w Wyoming.

## Położenie i okolica
Góra znajduje się na terenie pasma Teton Range w Górach Skalistych. Od zachodu  znajduje się szczyt Traverse Peak, od południa Mount Moran i East Horn, od wschodu jezioro Jackson Lake, a od północy szczyt Eagle Rest Peak oraz Doane Peak.  U podnóża góry z południowej strony znajduje się kanion Moran Canyon, przez którego płynie Moran Creek, a od północnej strony położone jest małe jezioro Dudley Lake. Cały obszar góry znajduje się w Parku Narodowym Grand Teton.